# Visión deleitable

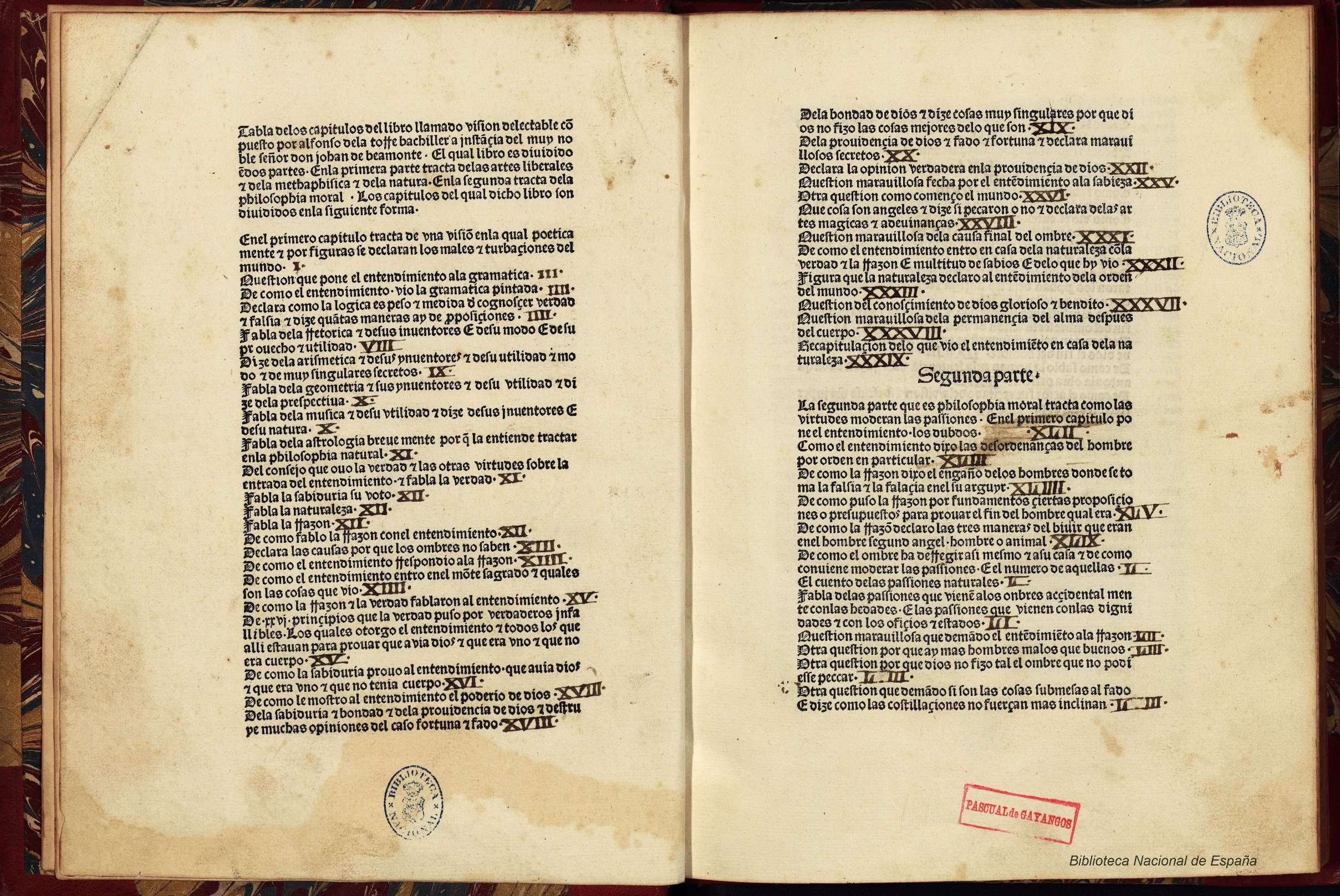
Visión delectable. Tabla de los capítulos. Alfonso de la Torre. BNE.

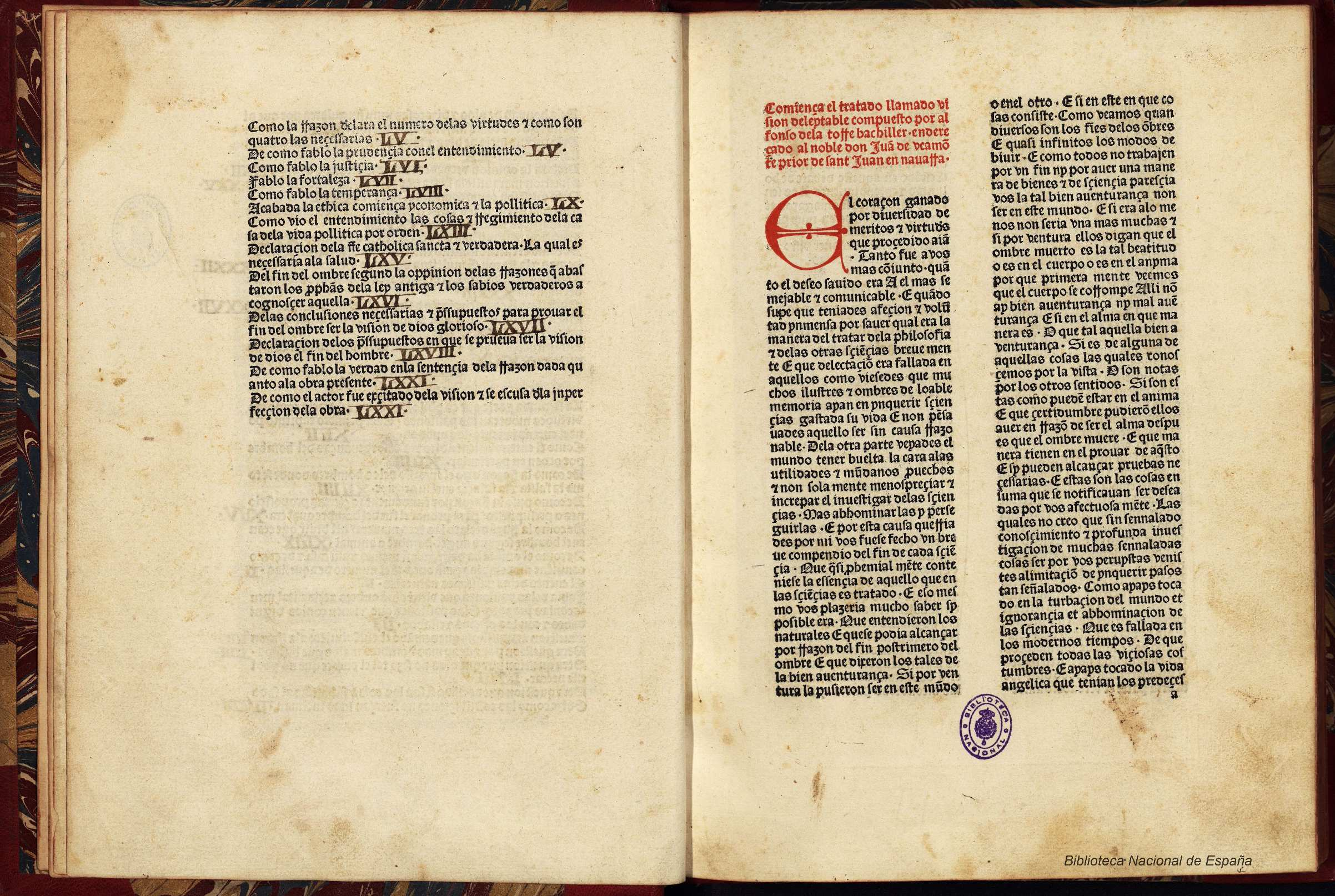
Tratado llamado visión deleptable, de Alfonso de la Torre, editado en 1485.

La Visión delectable es una obra del bachiller, y quizá judío converso, Alfonso de la Torre escrita posiblemente en 1440 a instancias de Juan de Beaumont, ayo del príncipe Carlos de Viana. La Visión deleitable está influida por la Guía de perplejos de Maimónides, que fue traducida al castellano por el judío converso Pedro Díaz de Toledo en 1432 a partir de la versión hebrea redactada por Al-Harizi.
La obra pretende ser un  tratado sobre la sabiduría humana, donde se relacionan todas las artes que constituían las materias tanto humanísticas como científicas de su tiempo, si bien utiliza esquemas fundamentalmente medievales, que parten de la división del saber en el trivium y el cuadrivium. Se configura, por tanto, como una enciclopedia de los conocimientos de su época con el fin de responder a una quaestio, o tema, que impulsa toda la obra: cuál es el fin del hombre, cuya respuesta será que la contemplación de Dios (la visión deleitable), que puede ser alcanzada por hombres santos, devotos o sabios.
Para ello establece un relato alegórico en el que narra el viaje de Entendimiento, quien en su travesía visita las artes y termina en el monte sagrado, donde, con Verdad como guía, conoce Sabiduría, Naturaleza y Razón. Entendimiento sostiene un diálogo con ellos, donde los temas principales son la existencia de Dios (metafísica), la política y la ética.

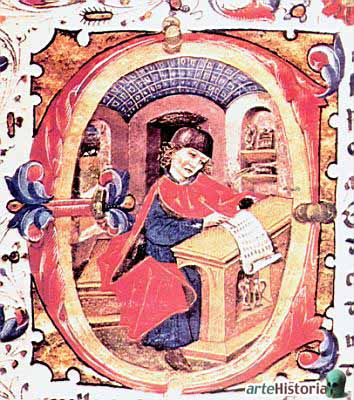
Capital historiada.

En el prólogo se explica el motivo del texto y se crea el marco para la narración: un sueño alegórico. Ya en la primera parte, el Entendimiento consigue los conocimientos básicos; y en la segunda, encuentra las verdades básicas de la humanidad a través de su diálogo.
La obra es, en fin, un exhaustivo compendio de la historia cultural de Occidente en el siglo XV, pero sin salirse del marco de respeto a la ortodoxia religiosa.